# Gungnir (vikingeskib)
Gungnir er et rekonstrueret vikingeskib, der er fremstillet i Sverige på baggrund af Gokstadskibet, som blev fundet i Sandefjord i Oslo i 1880. Skibets hjemhavn er Saint-Pierre-lès-Nemours i Frankrig..

## Historie
Efter Decemberorkanen 1999 gav den svenske regering et stort antal af de væltede træer til håndærkere. Der blev dannet en lille forening i byen Hörvik i Sölvesborgs kommun i Blekinge for at fremstille en rekonstruktion af Gokstadskibet til Vikingeskibsmuseet i Oslo.
Skibet blev fremstillet i skovfyr og er 18,1 m langt og 3,95 m bredt. Byggeriet foregik over knap to år, og det stod færdigt i 2001. Skibet er opkaldt efter den nordiske gud Odins spyd Gungner.
Skibet bliver brugt til eksperimentel arkæologi for at undersøge vikingeskibes sejlegenskaber. I 2006 blev det brugt til filmen Asterix og vikingerne.
Skibet har været udstillet i tørdok for at blive restaureret i Saint-Pierre-lès-Nemours.